# Embrik Strand
Embrik Strand (Ål, 2 juni 1876 - Riga, 3 november 1947) was een Noorse arachnoloog die vele insecten- en spinnensoorten classificeerde, zo onder meer de Venezolaanse cyaanblauwe vogelspin.
Strand studeerde aan de Kristiania-universiteit (tegenwoordig de Universiteit van Oslo). Rond 1900 richtte hij zich op het verzamelen van insectspecimens uit Noorwegen. Deze zijn nu ondergebracht in het museum van de universiteit, waar hij werkte als curator van 1901 tot 1903.
Na zijn studies aan de Universiteit van Oslo reisde Strand in Noorwegen van 1898 tot 1903 om een groot aantal insecten te verzamelen. Gedurende een gedeelte van deze periode (1901-1903) was hij conservator in het museum van zoölogie van de universiteit.
Hij vertrok hierna naar Duitsland, waar hij zijn studie zoölogie verder zette aan de Universiteit van Marburg (1903). Hierna werkte hij bij het Staatliches Museum für Naturkunde Stuttgart (1905) en later, die van Tübingen, nog later Senckenberg Museum in Frankfurt. Vanaf 1907 werkte hij met het museum voor natuurkunde van de Humboldtuniversiteit in Berlijn. In 1923 accepteerde hij de positie van professor in de zoölogie aan de University of Riga, waar hij leidinggaf aan het instituut zoölogie en hydrobiologie.
Strand was de auteur van talrijke publicaties, hoofdzakelijk over insecten en spinnen en hij beschreef honderden nieuwe soorten. Van 1910 tot 1929 gaf hij Archiv für Naturgeschichte uit en in 1928 richtte hij de uitgave van Folia zoologica and hydrobiologica op. Pierre Bonnet (natuuronderzoeker) geeft in zijn  Bibliographia araneorum (p. 150-153) aan, dat een recordaantal nieuwe taxa werden toegedicht aan Strand. Strand was zelf de uitgever van een boek in drie volumes waarin ze beschreven worden, om zijn jubileum te vieren. Er zijn inderdaad honderden soorten die zijn naam in alle mogelijke varianten dragen:  Strandi, Strandella, Embriki, Embrikiellus, Embrik-Strandella,  enz. Op gelijkaardige wijze, verweet Bonnet hem weleens het herbenoemen van reeds voordien beschreven soorten, waarvan Strand, de naam echter als verkeerd beschouwde: Strand heeft deze opgelijst in 1926, waar hij nagenoeg 1700 taxa spinnen herbenoemt.
Hij was een bijzonder actieve publiceerder. In slechts 20 jaar activiteit gaf hij 1200 titels uit.  Hij overleed in Riga op 71-jarige leeftijd.
Strands collectie insecten en spinnen van Noorwegen bevindt zich in het zoölogisch museum van de Universiteit van Oslo. Zijn types zijn terug te vinden in het German Entomological Institute en het Museum voor Natuurkunde.